# Aureille

Aureille  este o comună din sud-estul Franței, situată în departamentul Bouches-du-Rhône, în regiunea Provence-Alpi-Coasta de Azur.